# ميروسلاف دوغا
ميروسلاف دوغا هو لاعب كرة قدم سلوفاكي في مركز الدفاع، ولد في 29 يناير 1989 في مييافا في سلوفاكيا. لعب مع نادي سبارتاك ميافا.